# Джийн Стоун
Джийн Стоун (на английски: Gene Stone) е американски разследващ журналист, редактор книги, списания и вестници, и писател на бестселъри в жанра книги за самопомощ и диетология. Автор е като писател в сянка на много книги.

## Биография и творчество
Юджийн „Джийн“ Робърт Стоун е роден на 10 юни 1951 г. в щат Ню Йорк, САЩ, в семейството на адвоката Хенри Стоун и писателката Бабет Розмънд. Израства в Пелам, щат Ню Йорк. След гимназията една година учи в университет „Колгейт“, а после се прехвърля в Станфордския университет и завършва през 1973 г. с бакалавърска степен по английска филология. След него през 1974 г. получава магистърска степен по английска и американска филология от Харвардския университет. След дипломирането си работи две години като доброволец към Корпуса на мира в Нигер.
След завръщането си в щат Ню Йорк работи като редактор на биографични книги в „Harcourt Brace“ (1976-1980), после в „Bantam Books“ за раздела за издания с твърди корици (1980-1982), после като старши редактор в „Esquire Magazine“ (1982-1985). Премества се в Лос Анджелис, където става редактор на „Simon & Schuster“ за западно крайбрежие (1985-1986), консултантски редактор в „Лос Анджелис Таймс“ (1986-1987) и главен редактор на списание „Калифорния“ (1987).
От 1988 г. се посвещава на писателската си кариера. Първоначално пише за различни списания – „Esquire“, „GQ“, „Playboy“, „Elle“, „Vogue“ и др. После пише като писател в сянка за разнообразна група хора, включително за физика Стивън Хокинг, за главния секретар на Yahoo! Тим Сандърс, изпълнителния вицепрезидент на CNN Гейл Еванс и основателят на TOMS Shoes Блейк Микоски.
През 2004 г. е издадена първата му книга с неговото име „The Bush Survival Bible“ (Библията на Буш за оцеляване). Той е страстен колекционер на часовници и на тях посвещава книгата си „The Watch“ (Часовникът).
Заедно с кариерата си на писател участва в няколко борда на нестопански организации, включително организация за подобряване на медицинските грижи в развиващите се страни и организация за защита на ЛГБТ общността срещу дискриминация и дезинформация.
Джийн Стоун е веган и през 2006 г. среща пожарникаря Рип Еселстин, с когото написват много успешната книга за употребата на ниско съдържание на мазнини – „The Engine 2 Diet“ станала основа за продуктова линия на пазара за пълнозърнести храни. Сред това са съавтори на книгата „My Beef With Meat“, която става бестселър. Пише и съпътстващата книга към документалния филм „Forks Over Knives“, който изследва и растителните диети.
Пише още няколко книги, които са посветени на здравословното хранене – „Тайните на хората, които никога не боледуват“ (2010) и „Можем да сме здрави“ (2015) в съавторство с д-р Майкъл Грегър.
През 2017 г. е издадена книгата му „The Trump Survival Guide“ (Пътеводителят за оцеляване при Тръмп), която става бестселър №1 на „Ню Йорк Таймс“.
Джийн Стоун живее със семейството си в Лос Анджелис.

## Произведения
- A Reader’s Companion to Stephen Hawking’s A Brief History of Time (1992) – със Стивън Хокинг
- Little Girl Fly Away (1994) – сценарий за филма
- Play Like a Man, Win Like a Woman (2000) – с Гейл Еванс
- Love is the Killer App (2002) – с Тим Сандърс
- UltraPrevention (2003) – с Марк Химан и Марк Липонис
- The Bush Survival Bible (2004)
- The Watch (2006)
- The Engine 2 Diet (2009) – с Рип Еселстин
- The Secrets of People who Never Get Sick (2010)
Тайните на хората, които никога не боледуват, изд.: ИК „Колибри“, София (2012), прев. Венцислав Венков
- Forks Over Knives: The Plant Based Way to Health (2011)
- Finding the Next Steve Jobs (2013) – с Нолан Бушнел
- My Beef with Meat (2013) – с Рип Еселстин
- The Awareness (2014) – с Джон Дойл
- How Not To Die: Discover the Foods Scientifically Proven to Prevent and Reverse Disease (2015) – с Майкъл Грегър
Можем да сме здрави, изд. „Еуниката“ София (2017), прев. Тодор Кенов
- The How Not to Die Cookbook: 100+ Recipes to Help Prevent and Reverse Disease (2017) – с Майкъл Грегър и Робин Робъртсон
- The Trump Survival Guide: Everything You Need to Know About Living Through What You Hoped Would Never Happen (2017)
- Mercy for Animals (2017) – с Нейтън Рункъл
- Eat for the Planet (2018) – с Найл Захариас